# Семеніхіни
Семені́хіни (рос. Семенихины) — присілок у складі Слободського району Кіровської області, Росія. Входить до складу Шиховського сільського поселення.
Населення становить 13 осіб (2010, 19 у 2002).
Національний склад станом на 2002 рік — росіяни 100 %.